# Utekočinjeni zemeljski plin
Utekočínjeni zêmeljski plín (UZP) je kapljevina in je tržna oblika zemeljskega plina. Čeprav moramo vzdrževati zelo nizko temperaturo je utekočinjeni plin primernejša oblika za (ladijski) transport in skladiščenje kot plin. Uporabljajo se kratice: UZP in angleška: LNG (liquefied natural gas).
Za utekočinjanje zemeljskega plina ga je treba shladiti pod −161.6°C (111.55 K), kar je vrelišče osnovne sestavine zemeljskega plina, metana.
Glede na vir plina, ki ga utekočinijo, vsebuje 90 - 100 % metana, s primesmi etana, propana in drugih ogljikovodikov, dušika itd... Gostota UZP je okoli 600 krat večja kot gostota zemeljskega plina v plinastem stanju in je 400 do 420 kg/m³. UZP je modrikasta, nizko viskozna, nestrupena kapljevina brez duha. 
Kurilnost UZP je 54.8 MJ/kg oziroma 22.2 MJ/liter. Plamenišče je pri 540 °C.
Do nekako 4000 km je transport zemeljskega plina s plinovodi pod tlakom cenejši kot ladijski prevoz UZP. Npr., če trasnportiramo plin iz Rusije se za to porabi približno 10% energetske vrednosti plina, za utekočinjenje in ponovno uplinjanje pa okrog 20-25%. Če je plinovod treba položiti pod morjem, je razdalja, pri kateri se stroški izenačijo, krajša. 
Razločevati je treba UZP in UNP: utekočinjeni naftni plin.